# Veberöds församling
Veberöds församling är en församling i Torna och Bara kontrakt i Lunds stift. Församlingen ligger i Lunds kommun i Skåne län och utgör ett eget pastorat.

## Administrativ historik
Församlingen har medeltida ursprung. 
Församlingen var till 2002 i pastorat med Vombs församling, före 1943 som annexförsamling, därefter som moderförsamling och från 1962 även med Silvåkra församling ingående i pastoratet. 2002 införlivades Vombs församling och Silvåkra församling och därefter utgör församlingen ett eget pastorat.

## Kyrkor
- Silvåkra kyrka
- Veberöds kyrka
- Vombs kyrka